# Noveller av Hjalmar Söderberg
Noveller av Hjalmar Söderberg utgörs av flera novellsamlingar och ett stort antal separata noveller, som publicerades i tidningar, tidskrifter och kalendrar. Historietter med 20 noveller var den första novellsamlingen, som Hjalmar Söderberg lät publicera 1898. Tillsammans med de senare sex samlingarna blev det sammanlagt 78 olika noveller mellan åren 1898 och 1937.

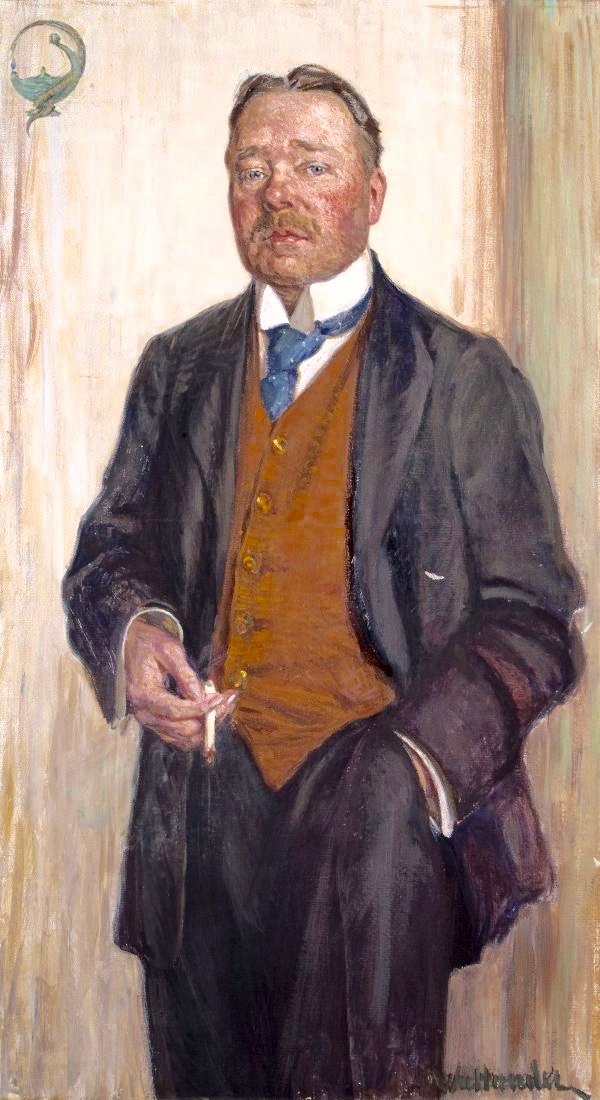
Porträttet är, som Hjalmar Söderberg själv uttryckte det, ”blott alltför likt”. Målningen finns på Thielska galleriet i Stockholm. Olja på duk (114 x 69 cm) från 1916 av Gerda Wallander.

Senare efterforskningar av Björn Sahlin och Nils O. Sjöstrand har visat, att Söderberg skrev ytterligare omkring 30 unika noveller under tidsperioden 1887–1896.
Antalet kända noveller av Söderberg är således över 100. Dessa skrev han under 50 år (1887–1937). 
I Litteraturbanken.se är 78 av dessa noveller lätt tillgängliga för den intresserade läsaren.

## Preludier– Del 1:1 i ”Samlade skrifter”

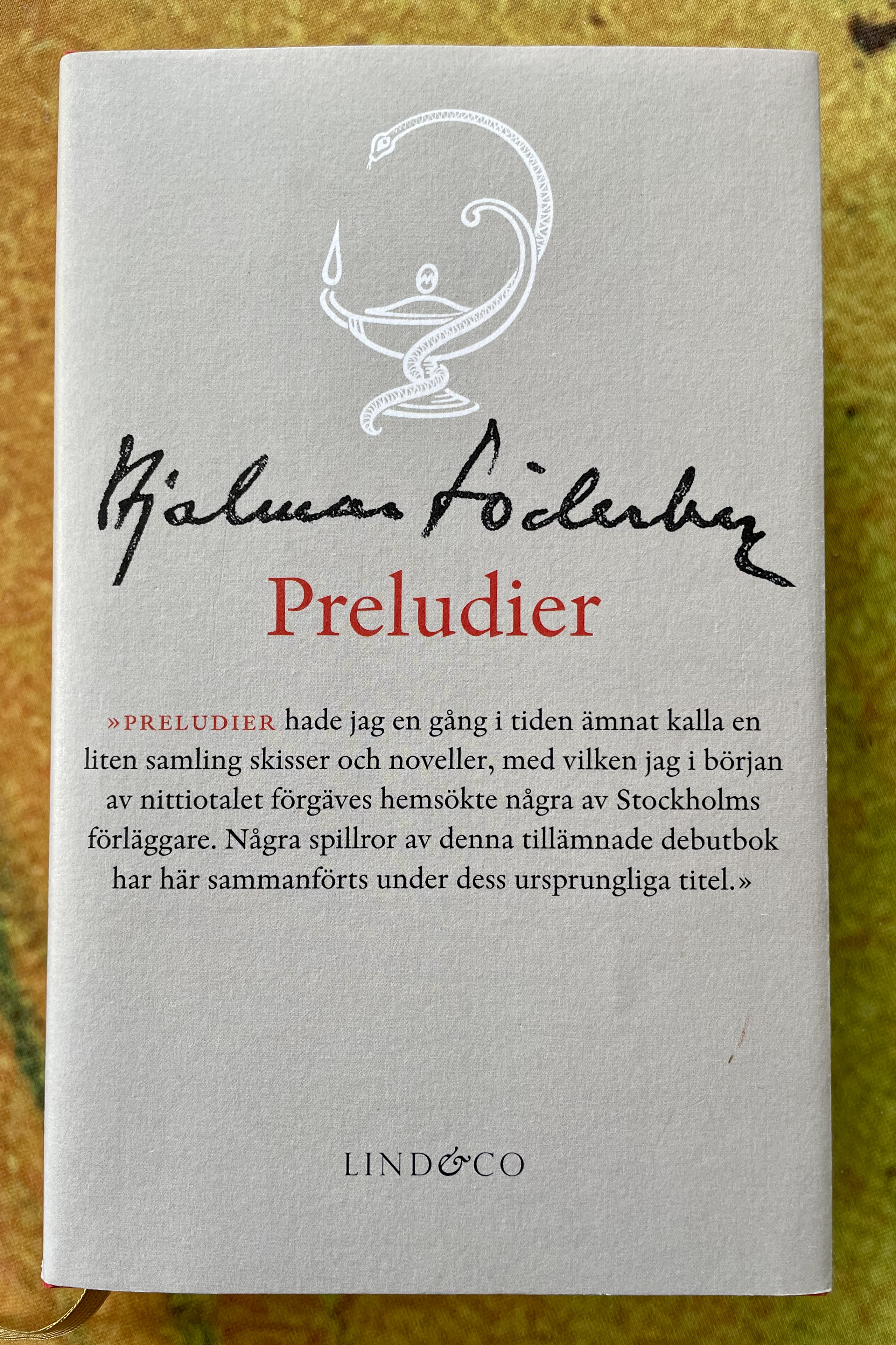
”Preludier”, är del 1:1 av Hjalmar Söderbergs ”Samlade skrifter” (2021).

I delen Preludier av ”Samlade skrifter” redovisar Björn Sahlin och Nils O. Sjöstrand, att Söderberg skrev 46 noveller och kåserier under tidsperioden 1887–96. Av dessa publicerades minst 18 i någon av de sex novellsamlingarna.

### Innehåll
Samlingen innehåller sammanlagt 46 noveller och kåserier. Av dessa har 18 noveller (cirka 40 procent) tryckts i någon av de sex novellsamlingarna under Söderbergs levnad. 
Preludier 1:1 innehåller dessutom 28 noveller (cirka 60 procent), som inte är publicerade i de sex novellsamlingarna. Samtliga noveller är noterade av Herbert Friedländer, vilken utförde en omfattande dokumentation och katalogisering av Söderbergs verk. 
De noveller och kåserier, vilka är med i Preludier 1:1 redovisas här:
- Dödsfiender - Saga (1887), opublicerad. [Se även "En vansinnig historia" och "Sann historia".][4][5]  Ingår i bearbetad form i Historietter.
- Återfall (oktober 1889), Hvar 8 dag. [Se även "Där nere".][6][7]
- Skilda vägar (maj 1889), Dagens Nyheter,[8] Ingår i Preludier Historietter.
- Högsommar (juni 1889), Dagens Nyheter.[8]
- Mulet - Järnvägsskiss af S-g (oktober 1889), Dagens Nyheter.[8]
- En dödsbädd (mars 1890), Dagens Nyheter,[9] Ingår i Preludier Historietter.
- Bekymmer – Upsala-novelett (november 1890), Dagens Nyheter.[9]
- Ett kåseri om gråa dagar (november 1890), Dagens Nyheter.[9]
- I nöd (december 1890), Dagens Nyheter.[9]
- Blek kärlek (januari 1891/mars 1891), opublicerad. [Se även "I drömmar".][10]
- I hamn (mars 1891), Dagens Nyheter.[11]
- Från havet - Några Visbystämningar (juli 1891), Dagens Nyheter.[12]
- Kanalfärd – Novellett (september 1891), Dagens Nyheter.[12]
- Oktoberskymning (hösten 1891), Svenska Familje-Journalen Svea.[12]
- Vår stad. Några flyktiga intryck (december 1891), Nyaste Kristianstadsbladet.[13][14] Ingår i Ur glömskan (1943).[15]
- I kaféet (december 1891),[kåseri], Nyaste Kristianstadsbladet.[13] Ingår i Ur glömskan (1943).[16][17]
- Skånsk jul (december 1891), [kåseri], Nyaste Kristianstadsbladet.[13] Ingår i Ur glömskan (1943).[18][19]
- Där nere [osignerad] (december 1891), Dagens Nyheter.[20][7]
- Vid korsvägen (december 1891), (januari 1892), Nyaste Kristianstadsbladet.[21] Kolla datum!
- Mardröm (januari 1892), Nyaste Kristianstadsbladet,[22] Ingår i Historietter.
- Dödsscen (januari 1892), Nyaste Kristianstadsbladet.[22]
- Lilla mormor (februari 1892), Nyaste Kristianstadsbladet.[22]
- Ett par blad ur en gammal dagbok - av Hjalmar Söderberg (mars 1892, 1911), Ord och Bild.[23] Kolla datum!
- Juniqväll. En idyll från gatan (juni 1892), Nya Dagligt Allehanda.[24]
- Septemberskymning (september 1892), Nya Dagligt Allehanda.[24]
- Novemberdag (november 1892), Dagens Nyheter.[24]
- Länge sedan (november 1892), Dagens Nyheter.[24]
- Ur glömskan (1892-1893), Svea Folkkalender,[25] Ingår i Främlingarna.
- Krönika 1 (februari 1893), [kåseri], Svenska Familje-Journalen Svea.[25]
- Krönika 2 (mars 1893), [kåseri], Svenska Familje-Journalen Svea.[25]
- Vårdröm – skiss (mars 1893), Dagens Nyheter.[25]
- Krönika 3 (april 1893), [kåseri], Svenska Familje-Journalen Svea.[25]
- Krönika 4 (maj 1893), [kåseri], Svenska Familje-Journalen Svea.[25]
- Gamla mormor (våren 1893), Idun.[26]
- Fröken Hall (1893), Ord och Bild.[26] Ingår i Främlingarna.
- Porträttet (september 1893), Nya Dagligt Allehanda,[26] Ingår i Preludier Historietter.
- Flodfart (oktober 1893), Dagens Nyheter,[26] Ingår i Det mörknar öfver vägen
- Margot. Novellett (1893), Nornan,[26] Ingår i Främlingarna.
- Historieläraren (november 1894), Dagens Nyheter,[27] Ingår i Historietter.
- Två dikter på prosa 1) En herrelös hund (1894-1895), Nornan.[27] Ingår i Historietter.
- Två dikter på prosa 2) Mardröm (1894-1895), Nornan.[27] Ingår i Historietter.
- I drömmar (maj 1895), Idun [Se även "Blek kärlek".][10]
- Med strömmen (1895, 1898), Vintergatan (kalender),[28] Ingår i Främlingarna.
- Sotarfrun (1895-96), Nornan,[5] Ingår i Historietter.
- En vansinnig historia, Om ett plank, en påle, en katt, en katt till samt min mormor (1896), Nordisk revy, [Se även "Sann historia" och "Dödsfiender - Saga".],[5] Ingår i Historietter.

## Historietter - berättelser

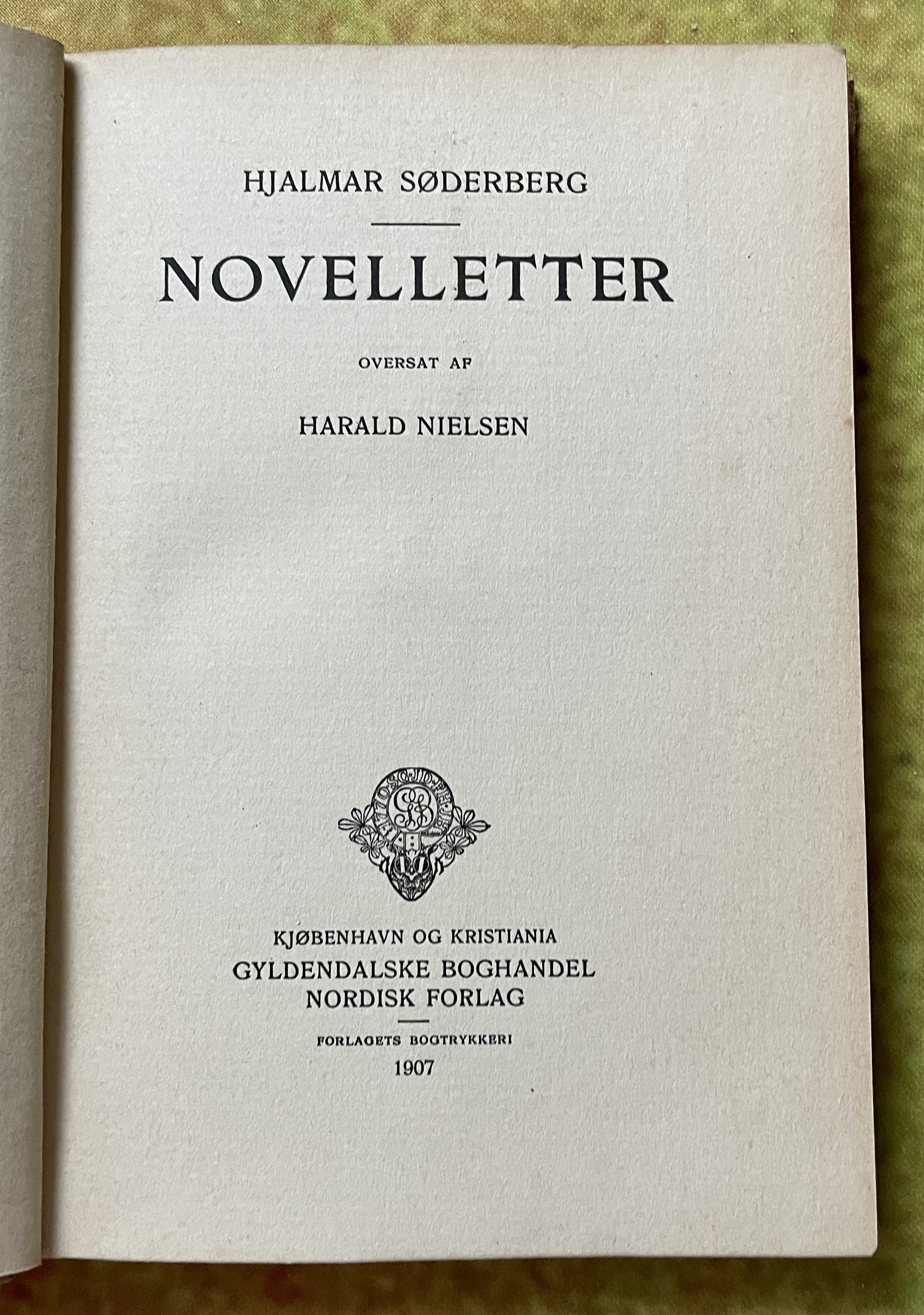
Historietter – Novelletter i dansk översättning – kom ut på Gyldendalske Boghandel Nordisk Forlag (1907) i både Köpenhamn och Kristiania.

Här följer en sammanställning av de 20 berättelserna i novellsamlingen Historietter (1898):
- Tuschritningen, (juli 1897)
- Drömmen om evigheten, (sep 1897)
- Nattvardens sakrament, I rökhytten, (dec 1897)
- Sotarfrun, (1895-1896)
- Pelsen, (dec 1897)
- Kyrkofadern Papinianus, (dec 1897)
- Vox populi, Två fruar och en hund, (maj 1897)
- Skuggan, (jan 1898)
- Spleen, Kihlbergs lifsuppgift, (juli 1897)
- En kopp te, (okt 1897)
- Kronärtskockan, (juli 1897)
- Sann historia, En vansinnig historia om ett plank, en påle, en katt, en katt till samt min mormor, (1896)
- Syndens lön, Diktarlön, (sep 1891)
- Duggregnet, (okt 1890)
- Historieläraren, (nov 1894)
- Registratorn, (aug 1897)
- Gycklaren, (jan 1898)
- Mardröm, (jan 1892)
- Att döda, Småmord, (dec 1897)
- En herrelös hund, (1894-1895)

## Främlingarna

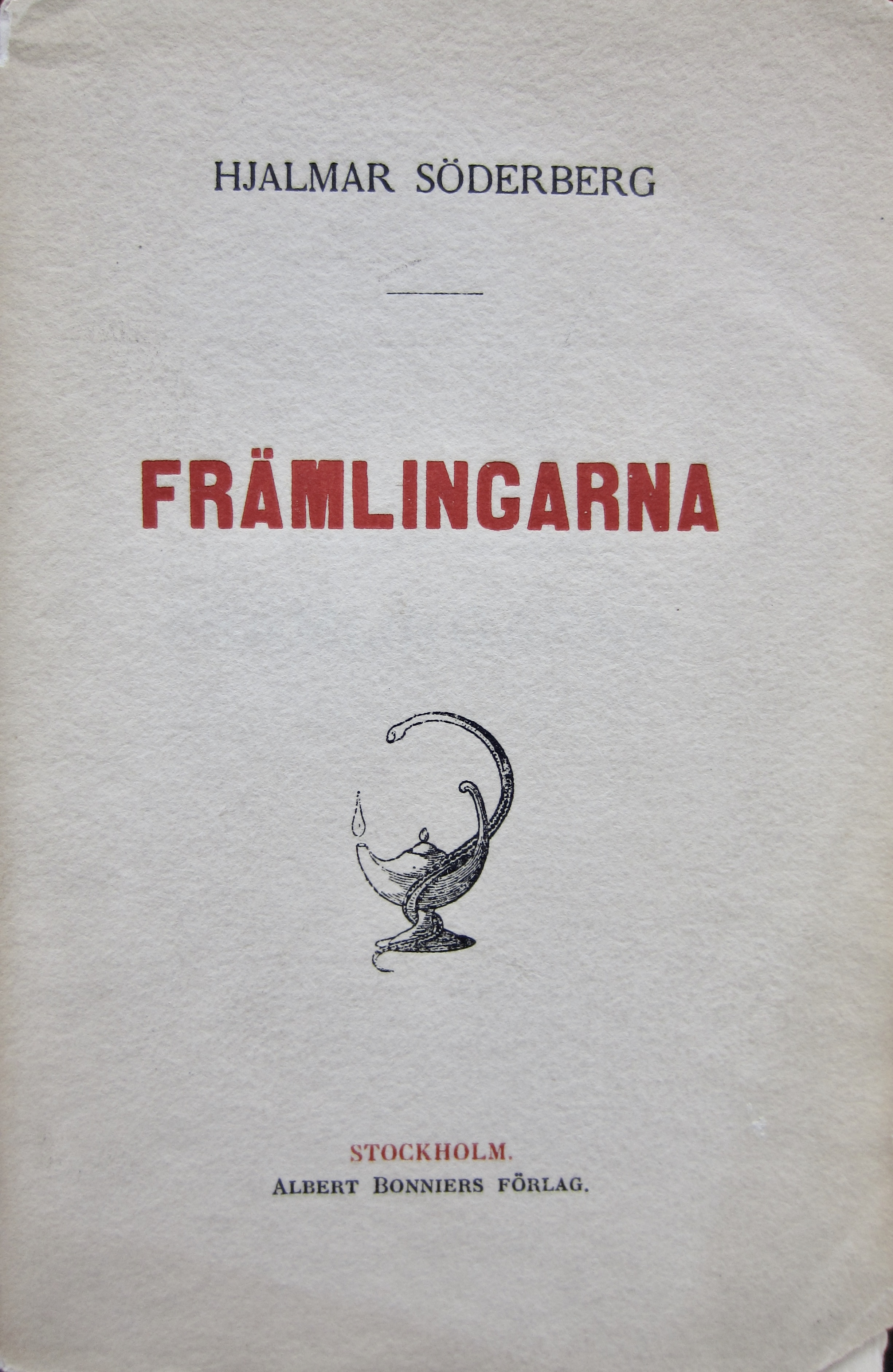
På framsidan av Främlingarna hade Söderberg för första gång med sitt "signum" – Den tända oljelampan och den slingrande kopparormen.

Samlingen kallad Främlingarna innehåller följande 12 noveller:
- Främlingarna (maj 1903)
- Det blå ankaret (jan 1902)
- Spelarne (1901-1902)
- Kyrkoherdens kor (1901)
- Generalkonsulns middagar
  - I. Satan, majoren och hofpredikanten (dec 1901)
  - II. Efter middagen (feb 1903)
  - III. Vid gröna lampan (mars 1903).[32]
  - IV. Det sjätte sinnet (juni 1900)
- Med strömmen (1898).[33]
- Tre ungdomsnoveller
  - Ur glömskan (1892-1893), till Bo Bergman
  - Fröken Hall (sep 1893), till Herman Bang
  - Margot (1893-1894), till Oscar Levertin

## Det mörknar öfver vägen

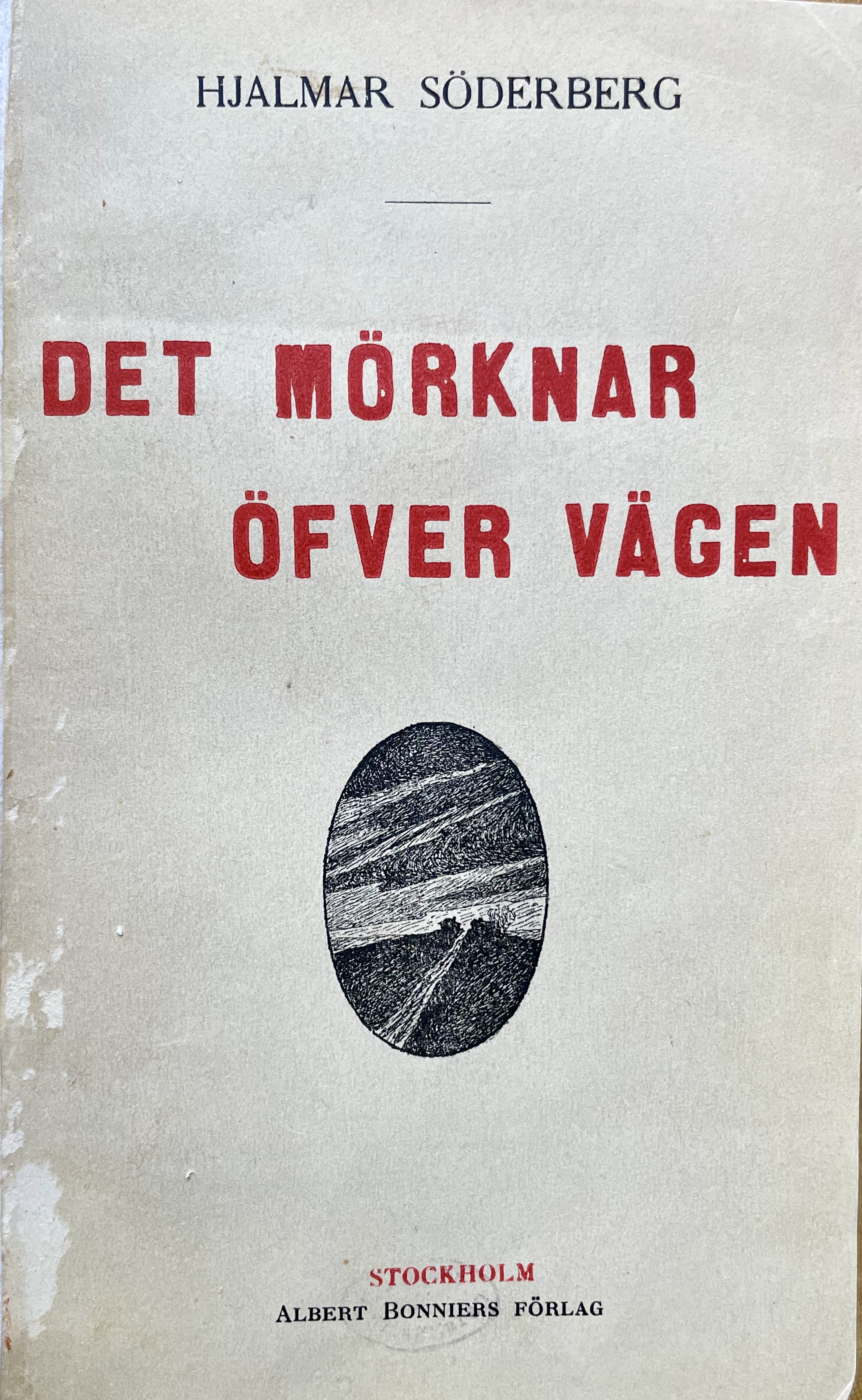
Novellsamlingen Det mörknar öfver vägen kom ut 1907 på Albert Bonniers Förlag.

Samlingen Det mörknar öfver vägen innehåller sammanlagt följande 17 noveller:
- Sibyllans grotta (nov 1907), skriven för samlingen.
- Blom (1903)
- Kinesen (1905-1906)
- Den brinnande staden (1905)
- Drömmen om ålderdomen (1904)
- Kyssen (1903)
- Gärda (1905)
- Oskicket (juni 1906)
- Arkimedes punkt (1898)
- Skalder och folk (juni 1906)
- Generalkonsuln på slottsbal (1905)
- Rugg, Hundar (1901)
- Underbara ting (feb 1898) - senare utvidgad och omarbetad till pjäsen ”Aftonstjärnan”.
- En Stockholmskrönika från sekelskiftet, En Stockholmskrönika (julen 1900)
- Flodfart (okt 1893)
- Karlavagnens inlägg (nov 1907), skriven för samlingen.
- Det mörknar öfver vägen (nov 1907), skriven för samlingen.

## Den talangfulla draken

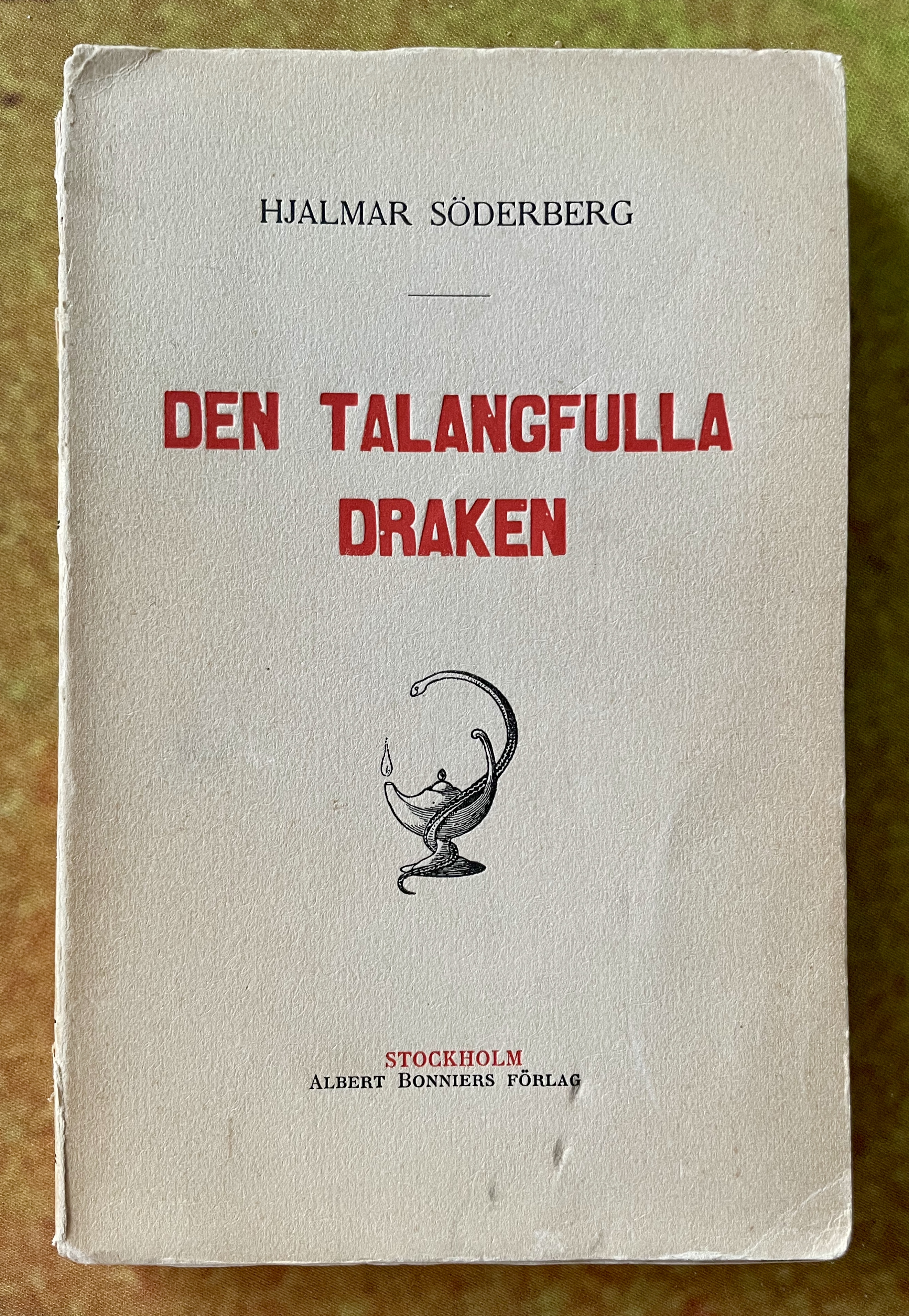
Novellsamlingen Den talangfulla draken kom ut 1913 på Albert Bonniers Förlag.

Samlingen Den talangfulla draken innehåller följande 13 noveller:
- Den talangfulla draken (dec 1913), skriven för samlingen.
- En grå väst eller Rättvisan i München (jan 1911), i Strix.
- Hvem är jag? (okt 1913), i Hvar 8 dag.
- Svipdagarna (jan 1911), i Söndags-Nisse.
- Filosofen från Kyrene (juni 1913), i Söndags-Nisse.
- Kung Cherebert (feb 1913), i Strix.
- Barnföreställning, En barnföreställning (april 1904), i Svenska Dagbladet.
- Half rakning (julen 1904), i Söndags-Nisse.
- En sommarsaga (juni 1897), i Svenska Dagbladet.
- Generalkonsulns F-båtsmiddag, F-båtsmiddag hos generalkonsuln (mars 1912), i Dagens Nyheter.
- Kristian och Fredrik, Vid ett tebord (dec 1908), i Dagens Nyheter.
- Aftonstjärnan (mars 1912), i Thalia.
- Egyptens präster (dec 1913), skriven för samlingen.

## Preludier * Historietter

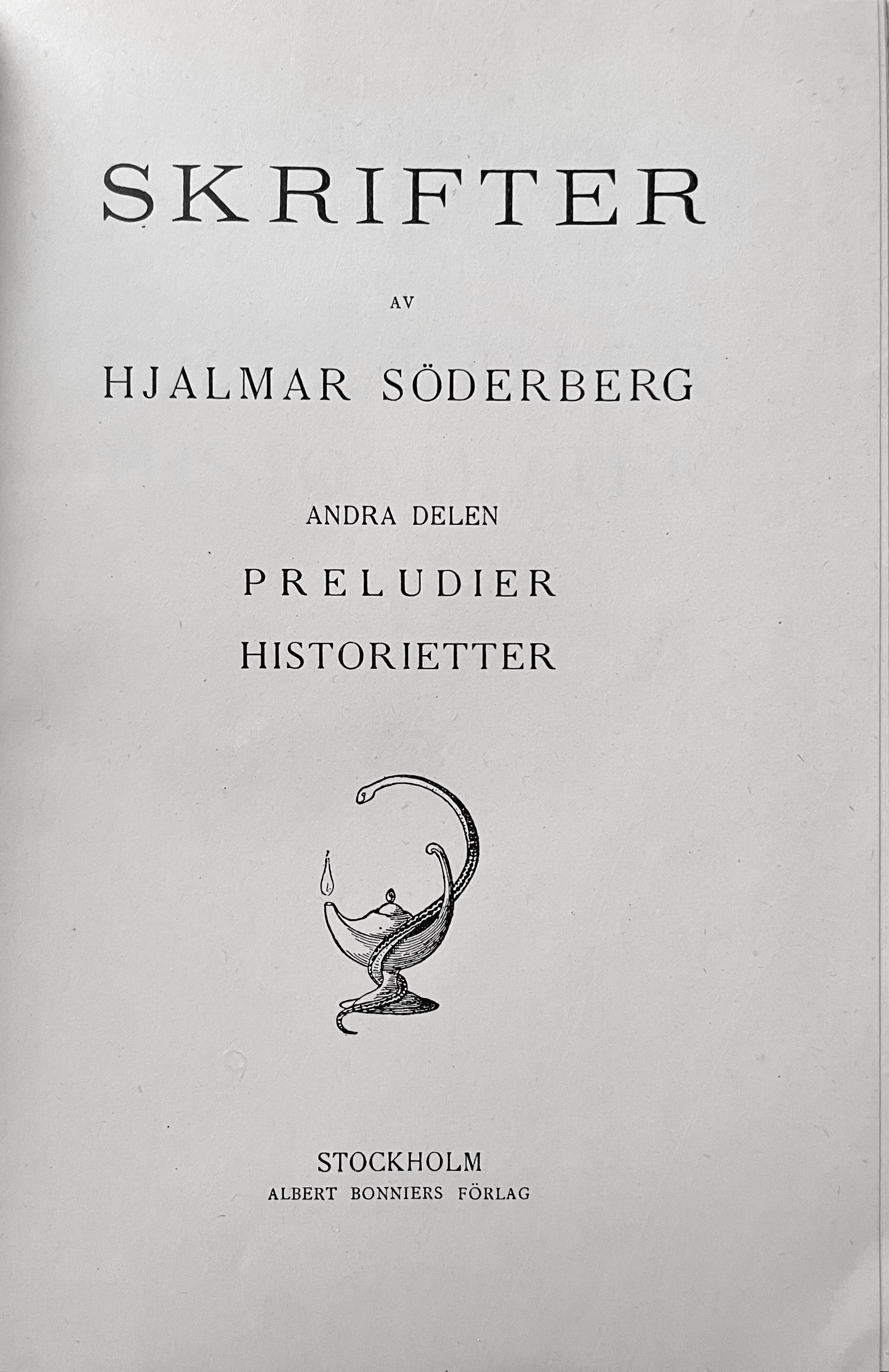
Preludier Historietter i Hjalmar Söderbergs Skrifter kom ut 1919 på Albert Bonniers Förlag.

Delen Preludier Historietter innehåller följande åtta noveller:
- Skilda vägar, Vid korsvägen (maj 1889)
- En dödsbädd, Dödsscen (mars 1890)
- Porträttet (sep 1893)
- Ur glömskan (1892-1893), från Främlingarna (1903)
- Fröken Hall (sep 1893), från Främlingarna (1903)
- Margot (1893-1894), från Främlingarna  (1903)
- Flodfart (okt 1893), från Det mörknar öfver vägen (1907)
- Med strömmen (1898), från Främlingarna (1903)

## Resan till Rom

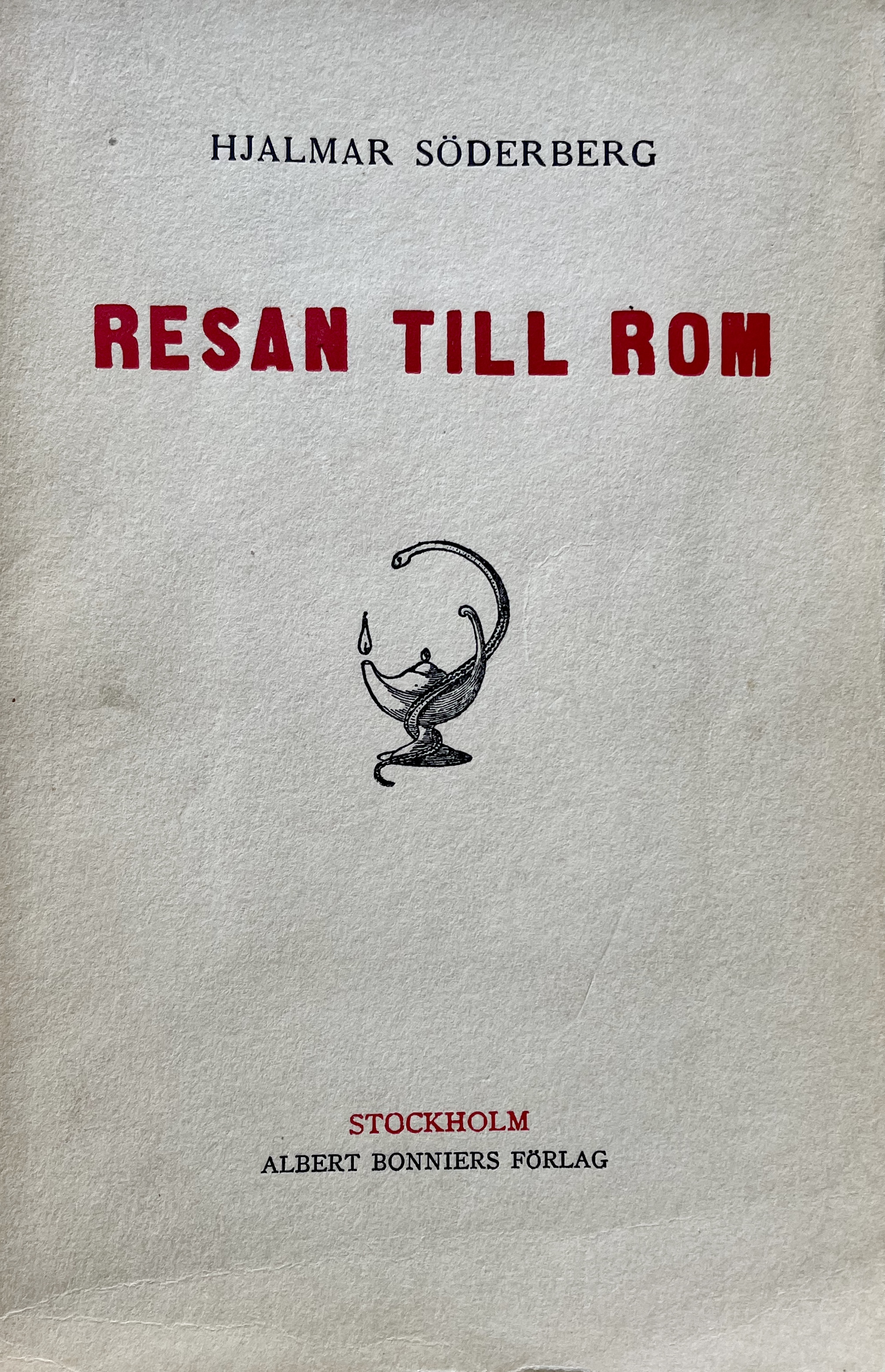
Novellsamlingen Resan till Rom kom ut 1929 på Albert Bonniers Förlag.

Samlingen Resan till Rom innehåller följande nio noveller:
- Resan till Rom (nov 1929), skriven för samlingen.
- Aprilviolerna (1922), Vintergatan (kalender).
- Skalden Jubalak (1926), Från vänkretsen till K.G. Ossiannilsson på femtioårsdagen.
- Misstagssonaten (dec 1925), Göteborgs Handels- och Sjöfartstidning (GHT).
- Åge (feb 1916), Bonniers månadshäften.
- Så sant mig Gud hjälpe... (juni 1914), Söndags-Nisse.
- Paraplyn (juli 1915), StT.
- En okänd soldat (dec 1927), Göteborgs Handels- och Sjöfartstidning (GHT), julnummer.
- Kyrkogårdsarabesk (1924), Boken om Henning Berger.[41]

## Sista boken

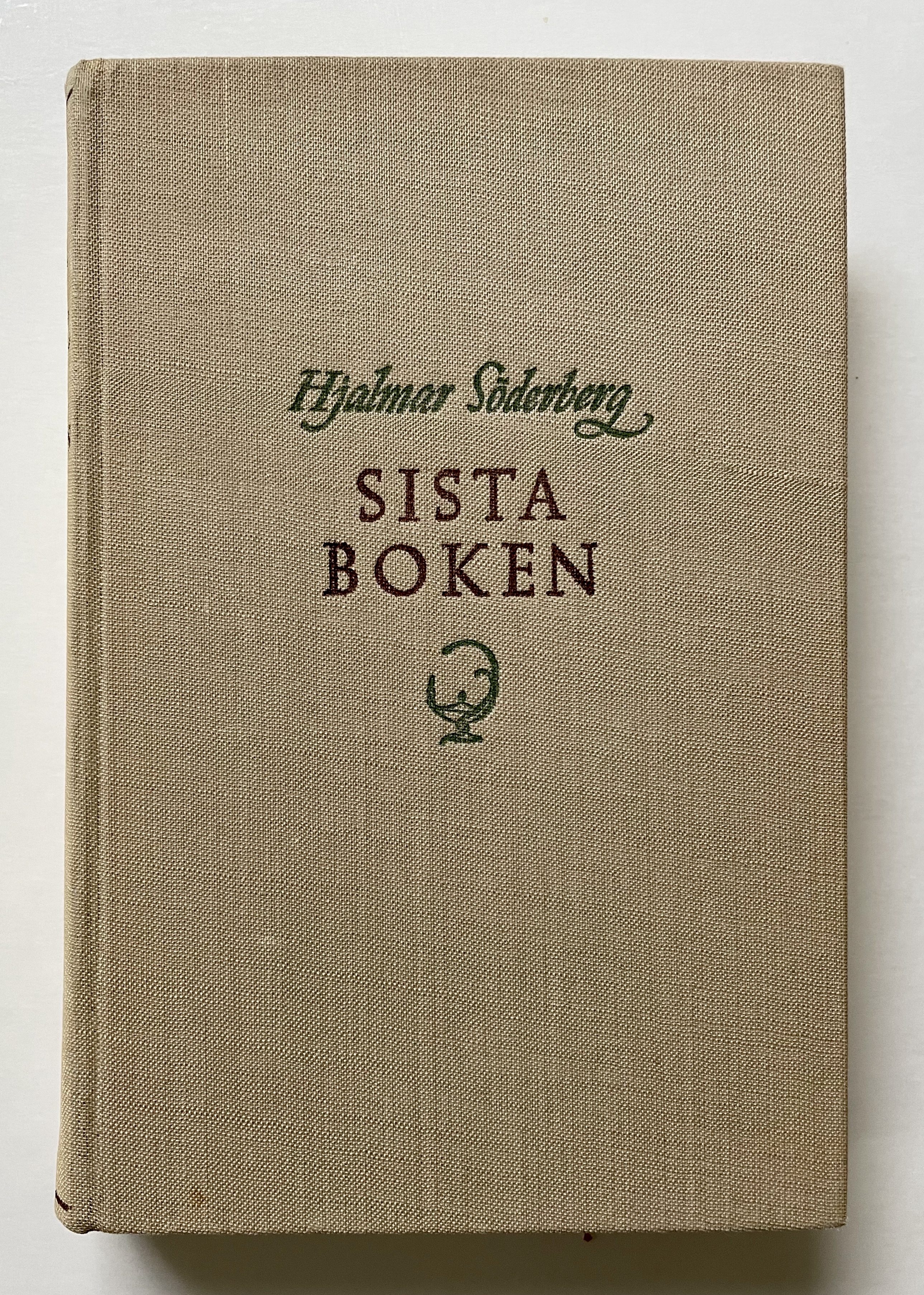
Sista boken från 1942 innehåller några barndomsnoveller.

Sista boken är en samling av Hjalmar Söderbergs olika litterära verk under 1930-talet, efter hans eget förslag. Boken är tryckt 1942 på Albert Bonniers Förlag i Stockholm. 
I boken har Söderberg samlat tidningstexter från sitt antinazistiska trettiotal. Här finns också några barndomsminnen i form av noveller under rubriken "Gamla Minnen": Honghorierna, Den nötta slanten, Den overkliga kakelugnen och De första stegen.

### Gamla minnen
- Honghorianierna, GHT (12 februari 1936).[45]
- Den nötta slanten, Göteborgs Handels- och Sjöfartstidning (4 apri 1932).[46]
- Den overkliga kakelugnen, Göteborgs Handels- och Sjöfartstidning (22 september 1931).[46]
- De första stegen, Julstämning (1937).[47]

## En av "De nya berättarna"

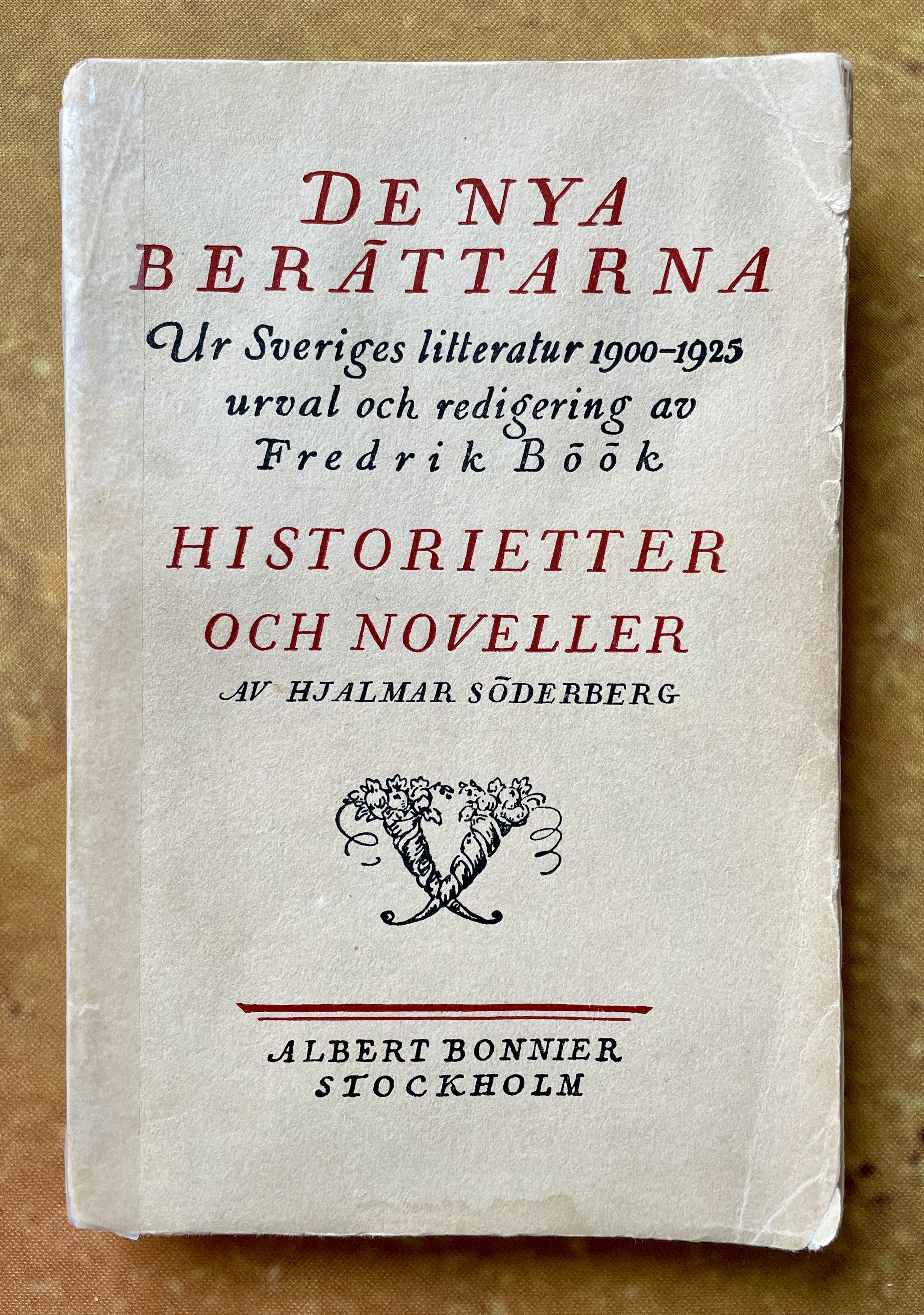
”De nya berättarna, Historietter och noveller” av Hjalmar Söderberg från 1927.

De nya berättarna (1927) tillkom genom urval och redigering av professorn i litteraturvetenskap Fredrik Böök, under den tid han satt i Svenska Akademien. Fredrik Böök ogillade Söderberg på politiska, moraliska och litterära grunder. Varken Förvillelser från 1895, Doktor Glas (1905) eller Den allvarsamma leken (1912) finns därför med i någon av de två volymer, som han redigerade. Däremot uppskattade han till fullo Söderbergs Historietter och övriga noveller desto mer. Ändå skulle det dröja några år innan Söderberg gav ut sin sista novellsamling – Resan till Rom.
- Historietter och noveller. De nya berättarna. Stockholm: Bonnier. 1927. Libris 1341238 - Urval ur novellsamlingarna Historietter, Främlingarna, Det mörknar öfver vägen och Den talangfulla draken.